# Psammetico III
Psammetico III (... – 525 a.C.) è stato un faraone della XXVI dinastia egizia.
È considerato l'ultimo sovrano d'etnia nativa d'Egitto prima della dominazione persiana.

## Biografia
Il regno di Psammètico III (gr. Ψαμμήτĭχος) durò al massimo un anno, e probabilmente meno. Sesto Africano lo chiama Psammecherites e gli attribuisce un regno di sei mesi mentre Eusebio di Cesarea non lo prende neppure in considerazione. L'unica data che possediamo, da una stele proveniente dal Serapeo di Saqqara, è il 1º anno di regno.
Quando alla morte del padre Amasis Psammetico salì al trono il destino dell'Egitto era ormai segnato: Cambise II era ormai alle porte del paese che poteva opporre all'esercito persiano solo un piccolo nucleo di mercenari greci e truppe locali.

Dopo aver sconfitto nel 525 a.C. l'esercito egizio nella battaglia di Pelusio, Cambise pose d'assedio le principali città che dovettero arrendersi una dopo l'altra; ultima fu Menfi che, difesa da mercenari greci, si arrese dopo un lungo assedio.
Sulla sorte toccata a Psammetico III le varie fonti dissentono: secondo alcuni Cambise mise subito a morte il sovrano sconfitto; secondo altri in un primo tempo lo trattò onorevolmente per poi farlo giustiziare a seguito di un tentativo di rivolta; una terza versione dei fatti vorrebbe Psammetico fuggitivo di cui si perdono le notizie.

Cambise, dopo la vittoria, si incoronò re dell'Egitto dando vita a quella che Manetone chiama XXVII dinastia; in pratica per più di un secolo la terra del Nilo non fu altro che una satrapia del grande impero persiano.
Come per i suoi omonimi predecessori (Psammetico I e Psammetico II) le incertezze sul significato del nomen potrebbero derivare solamente da un originario errore di trascrizione di un nome assiro.

## Titolatura
| G5 |

| G5 |

|       |
| \| \| |
|       |
|       |

|  |

|       |
| \| \| |
|       |
|       |

|  |

| G16 |

| G16 |

|  |

| G8 |

| G8 |

|  |

| M23 · X1 | L2 · X1 |

| M23 · X1 | L2 · X1 |

| N5 | S34 | D28 |

| N5 | S34 | D28 |

| N5 | S34 | D28 |

| N5 | S34 | D28 |

| N5 | S34 | D28 |

| N5 | S34 | D28 |

| N5 | S34 | D28 |

| N5 | S34 | D28 |

| G39 | N5 |

| G39 | N5 |

| p · z | m | T · k |

| p · z | m | T · k |

| p · z | m | T · k |

| p · z | m | T · k |

| p · z | m | T · k |

| p · z | m | T · k |

| p · z | m | T · k |

| p · z | m | T · k |